# مورگان ترنر
مورگان ترنر یک بازیگر آمریکایی متولد ۲۹ آپریل ۱۹۹۹ است که در فیلم‌هایی همچون جومانجی و شگفت زده نیز ایفای نقش کرده.
او اولین کار هنری خود را با فیلم Invincible در سال ۲۰۰۶ آغاز نمود.